# مارغو كينغستون
مارغو كينغستون (بالإنجليزية: Margo Kingston)‏ هي صحفية ومحامية أسترالية، ولدت في 1959.